# Roberto Molinelli
Roberto Molinelli (né en 1963 à Ancône) est un compositeur, chef d'orchestre et altiste italien.

## Biographie
Roberto Molinelli a terminé ses études cum laude et a gagné de nombreux prix dans des concours internationaux.
Son CD sur la musique de chambre de Carl Reinecke a reçu le prix « CD du mois » dans le magazine CD Classical en Italie, et a connu d'excellentes critiques dans Piano Time (Italie), Fanfare (États-Unis).
Comme compositeur, arrangeur et chef d'orchestre, il a collaboré avec des artistes internationaux comme : Andrea Bocelli, Sarah Brightman, Gustav Kuhn, Cecilia Gasdia, Anna Caterina Antonacci, Valeria Esposito, Andrea Griminelli, Valeria Moriconi, Federico Mondelci, Enrico Dindo, Elena Zaniboni, Danilo Rossi, Giorgio Zagnoni. En 2009, il a enregistré L'Oratorio de Noël de Saint-Saëns avec l'Orchestra da Camera delle Marche et le Coro Colombati Città di Pergola.
Ses œuvres ont été créées par des orchestres internationaux comme : Orchestra Filarmonica della Scala, La Scala, Orchestre de chambre de Moscou, Ural Philharmonic Orchestra, Manchester Camerata (en), Norwalk Symphony Orchestra, Slovenian Radio-TV Orchestra, Orchestra Haydn Bozen, Orchestra di Padova e del Veneto, I Solisti di Pavia avec Enrico Dindo, Euroradio Concerts live via satellite, Symph. Orch. of Sanremo, Orchestra Filarmonica Marchigiana, Istituzione Sinfonica Abruzzese, Orchestra di Roma e del Lazio, Symph. Orch. of Bari) dans de nombreuses salles de concert (Carnegie Hall, New York City, Moscow International House of Music, Manchester Cello Festival, Brunnenhof Monaco di Baviera, Marinskij Theatre St.Petersburg, Theatre de Las Bellas Artes, Mexico City, Norwalk Concert Hall, Auditorium RadioTV Slovenia, The Presidential Symphony Orchestra Concert Hall, Ankara, Turkey).
Il a également composé de la musique de film, ainsi que pour des campagnes publicitaires renommées comme celle de Barilla, fabricant de pâtes italien, diffusée à la télévision et au cinéma partout dans le monde de 1999 à 2007. Il a collaboré avec de célèbres artistes pop italiens comme Lucio Dalla, Angelo Branduardi, Alexia, Mario Lavezzi.
Il a écrit des arrangements et a été chef d'orchestre sur le Festival de Sanremo, pour les éditions de 2005 et 2009, gagnant le prix spécial pour le meilleur arrangement pour la chanson Biancaneve (par Mogol-Lavezzi).
Il était membre et président de la Commission artistique de Sanremolab - Song Academy of Sanremo, de 2004 à 2006.
Son opéra Montessoriana dédié à Maria Montessori pour son centenaire 1907-2007, a été présenté sous sa direction en Suède, aux États-Unis, ainsi qu'en Italie, à Rome, dans la grande salle Sinopoli de l'Auditorium Parco della Musica.
Il est directeur artistique pour l'Innovation de l'orchestre symphonique Rossini depuis 2009. Il est professeur d'alto au Conservatoire de Pescara.

## Œuvres
- Chanson antique, pour flute, alto et harpe, 1986.
- Milonga Para Astor, pour alto, violoncelle et orchestre à cordes, 1988.
- Tosca... tu a me una vita, io a te chieggo un istante!, fantaisie dans l'opera Tosca par Giacomo Puccini pour alto et orchestre à cordes, 1997.
- Movie Concerto, scenes written like a soundtrack, pour alto et orchestre symphonique, 1999.
- Padre nostro, pour tenor et orchestre symphonique, 2000.
- Leonard ouverture, pour grand orchestre symphonique, 2000.
- Montessoriana, cantata pour soprano, narrateur, alto, chœur d'enfants et orchestre, textes par Paolo Peretti, 2000.
- Four pictures from New York, pour saxophone et orchestre symphonique, 2001.
- Opus 7, n° 5, variations sur un thème de Haendel, pour orchestre symphonique, 2001.
- Elegia per Manhattan, pour alto, violoncelle et orchestre à cordes, 2001.
- Cadenza, pour le deuxième concert pour violon et orchestre La Campanella de Paganini, 2001.
- Impressioni di metà secolo, pour petite flûte, flûte, flûte en SOL, flûte basse, 2002.
- Due cadenze, pour le concert en ut mineur pour alto et orchestre par Johann Christian Bach, 2002.
- Once upon a memory, quatre contes de saison pour armonica, bandonéon, piano-narrateur et orchestre symphonique, 2003.
- Processo a Babbo Natale, opéra comique en un acte pour soprano, baryton-basse comique, chanteur pop, chœur et orchestre symphonique, 2003.
- Twin legends, pour violoncelle et orchestre à cordes, 2004.
- Crystalligence, pour violoncelle, 2005.
- Papa Wojtyla, multimedial oratorio pour solistes, rappeur, acteur, chœur et orchestre symphonique, 2006.
- Once upon a memory, pour alto (plus alto électrique), piano, batterie et orchestre à cordes, 2007.
- The Lodger, bande originale pour le film muet de Alfred Hitchcock, 2008[4]
- Trittico, pour bandonéon et orchestre, 2009.
- Nubicuculìa, musique pour le théâtre, 2009.
- Sempre caro mi è, pour flûte, harpe, violon, violoncelle et piano, commandée par Parco naturale regionale del Monte San Bartolo, 2009.
- Chanson y Milonga, pour harpe et piano, 2009
- Preghiera ad Iside, pour baryton et orchestre à cordes, sur un texte trouvé à l'intérieur de la Piramid d'Ounas, 2009
- FJH Divertimento – sur le nom de Franz Joseph Haydn, pour orchestre symphonique, commandée par Haydn Orchestra de Bolzano et Trento, 2009
- Iconogramma, concerto en quatre mouvements pour violoncelle et orchestre symphonique, 2010
- Saxwalk, pour saxophone et orchestre à cordes, 2010
- S Come..., pour accordéon, bandonéon et orchestre, 2011
- Bridges, pour 2 clarinettes et orchestre, pour Eddie Daniels et Corrado Giuffredi, 2012
- Eos, pour violoncelle solo et orchestre de violoncelles (pour Mario Brunello), 2012
- Zorn Hoffnung Gesang, pour violon et orchestre symphonique, pour Domenico Nordio, commandé par le Concours International "2nd of Août", 2012